# 波黎得亚玛剧院
波黎得亚玛剧院（意大利语：Teatro Politeama）是意大利西西里大区巴勒莫的一个剧院。它位于市中心的鲁格罗·塞蒂莫广场（Piazza Ruggero Settimo），是该市的第二大剧院，仅次于马西莫剧院。西西里管弦乐团（Orchestra Sinfonica Siciliana）设于此。

## 历史
1864年，巴勒莫市为建造一座宏伟的歌剧院（马西莫剧院），举办了一场国际设计竞赛，一年后，又展开了国内竞赛，建造一个多功能剧院（因此希腊语称为“波黎得亚玛”） 。
建筑项目被分配给朱塞佩·达米亚尼·阿尔梅达。剧院必须建在巴勒莫的宏伟建筑的边界上，作为城市扩张的理想参考点。因此，与贵族化的马西莫剧院不同，波黎得亚玛剧院较为通俗（歌剧、节日、马术表演等）。

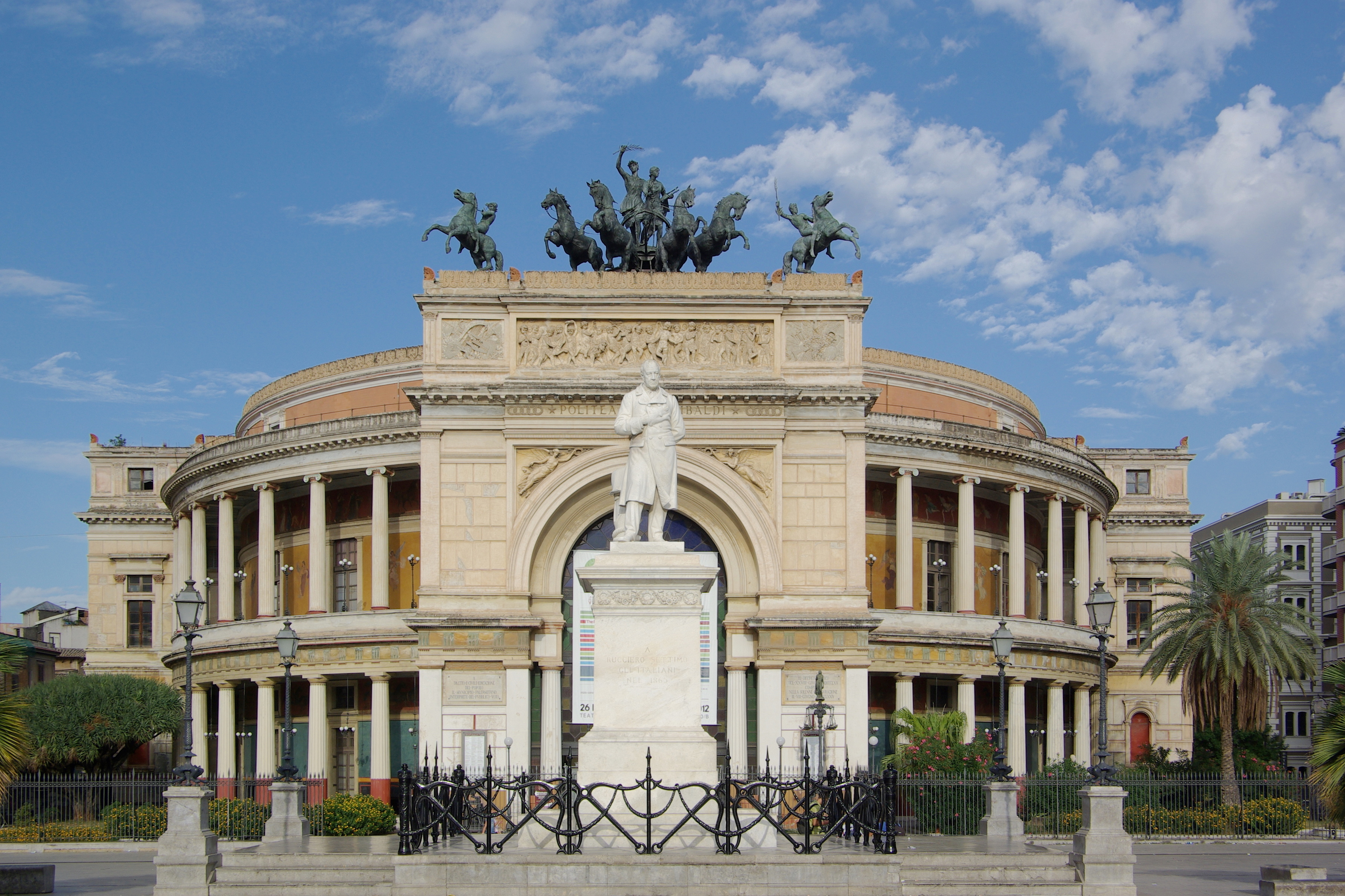
立面与鲁格罗·塞蒂莫雕像

这时，决定在自由大道（Viale della Libertà）的起点建立一个大型露天剧场。1865年，与加兰德建筑公司签订了合同，但工程于1867年才开始。一年后，项目进行了修改，决定将露天剧场变成一个真正的剧院。 与此同时，由于市政当局和加兰德公司之间出现了问题，工作进展缓慢。
1869年，市政府决定以焦阿基诺·罗西尼命名这座建筑，但后来这一提议被撤销。 1874年6月7日，剧院揭幕，首演剧目是温琴佐·贝利尼的歌剧《凯普莱特与蒙泰古》（I Capuleti e i Montecchi）。 然而当时，这栋建筑还没有完成。1882年朱塞佩·加里波第去世，剧院以他的名字命名。。

## 建筑

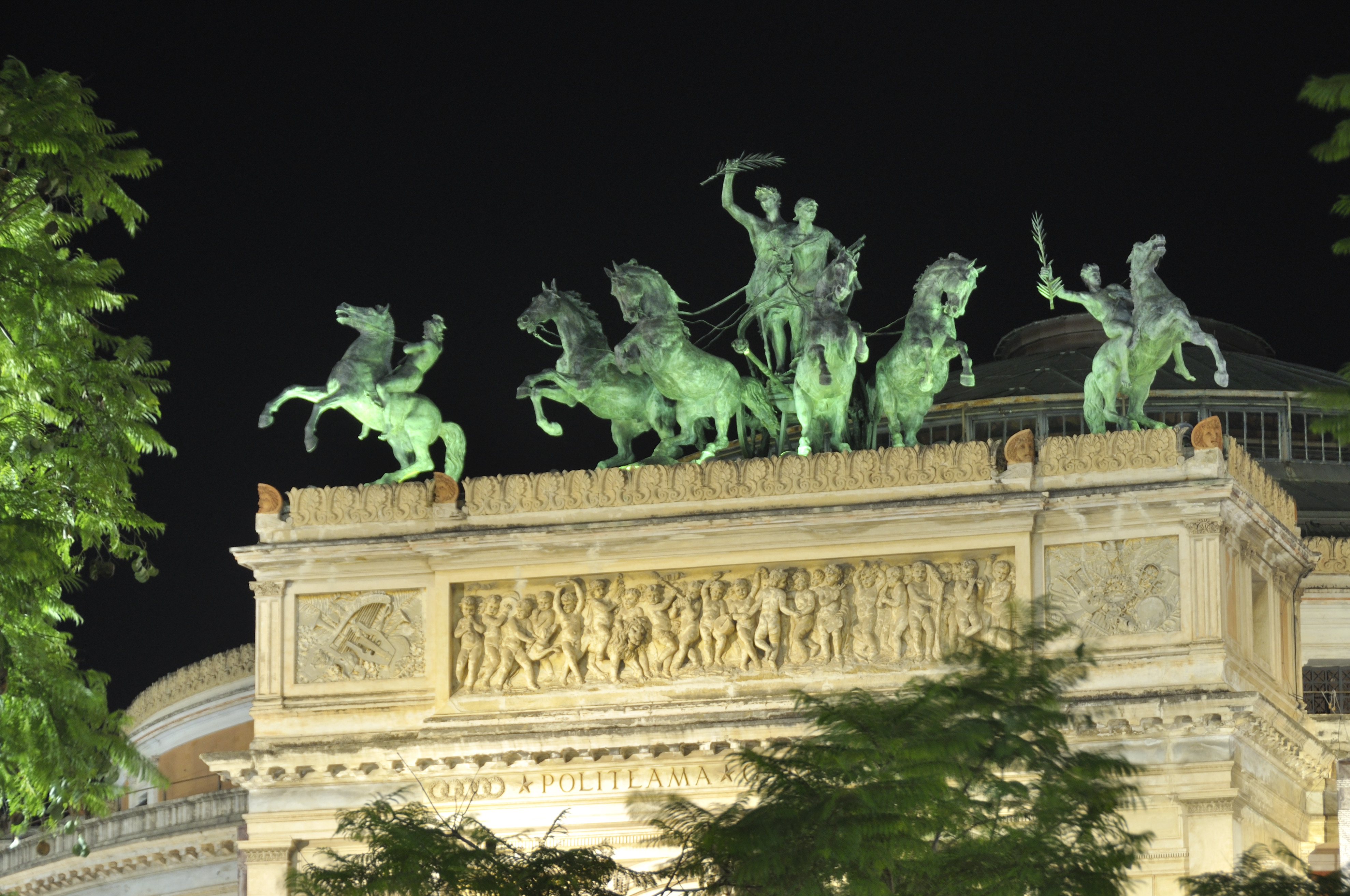

该建筑是新古典主义建筑的一个重要例子。

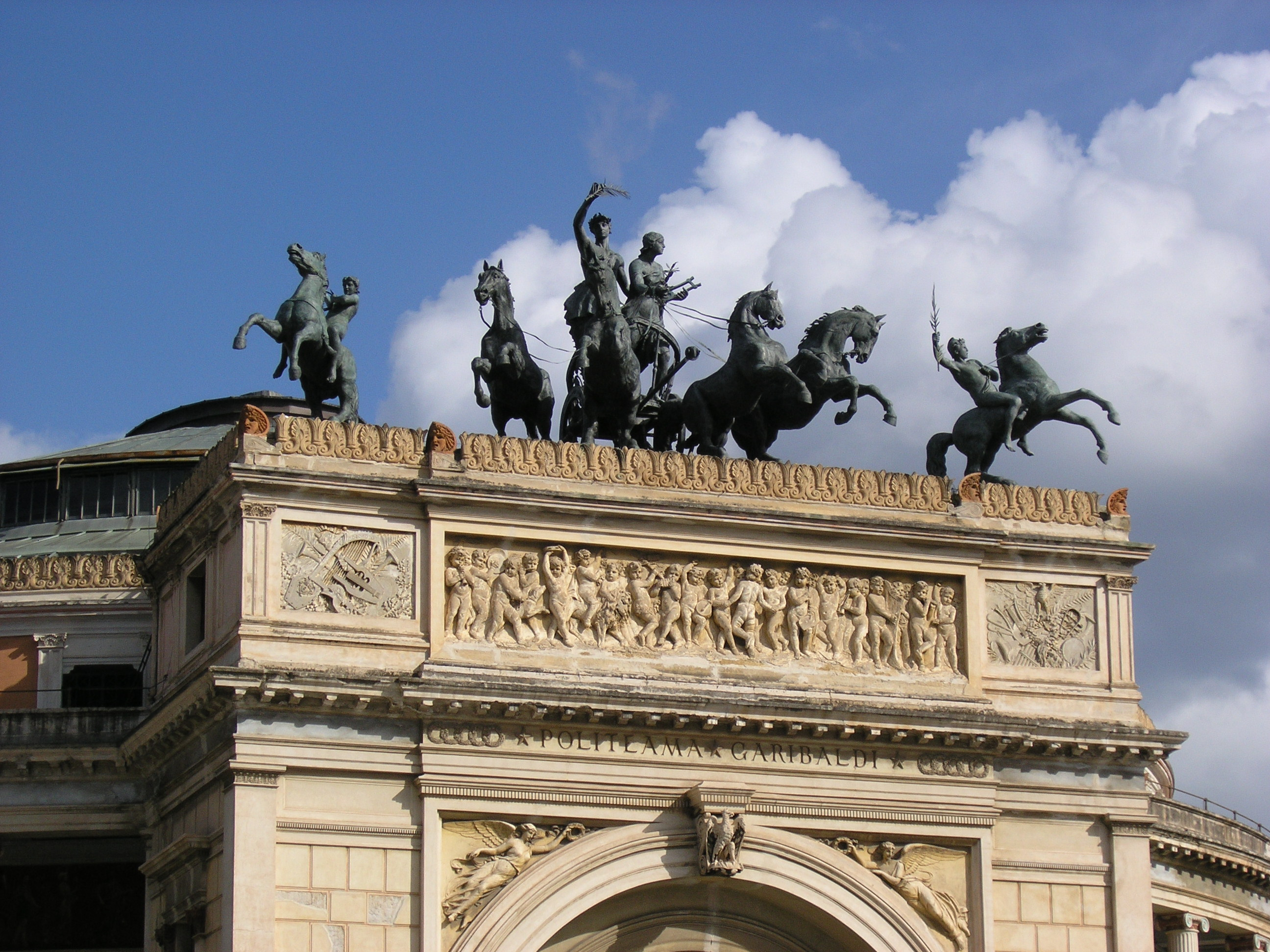
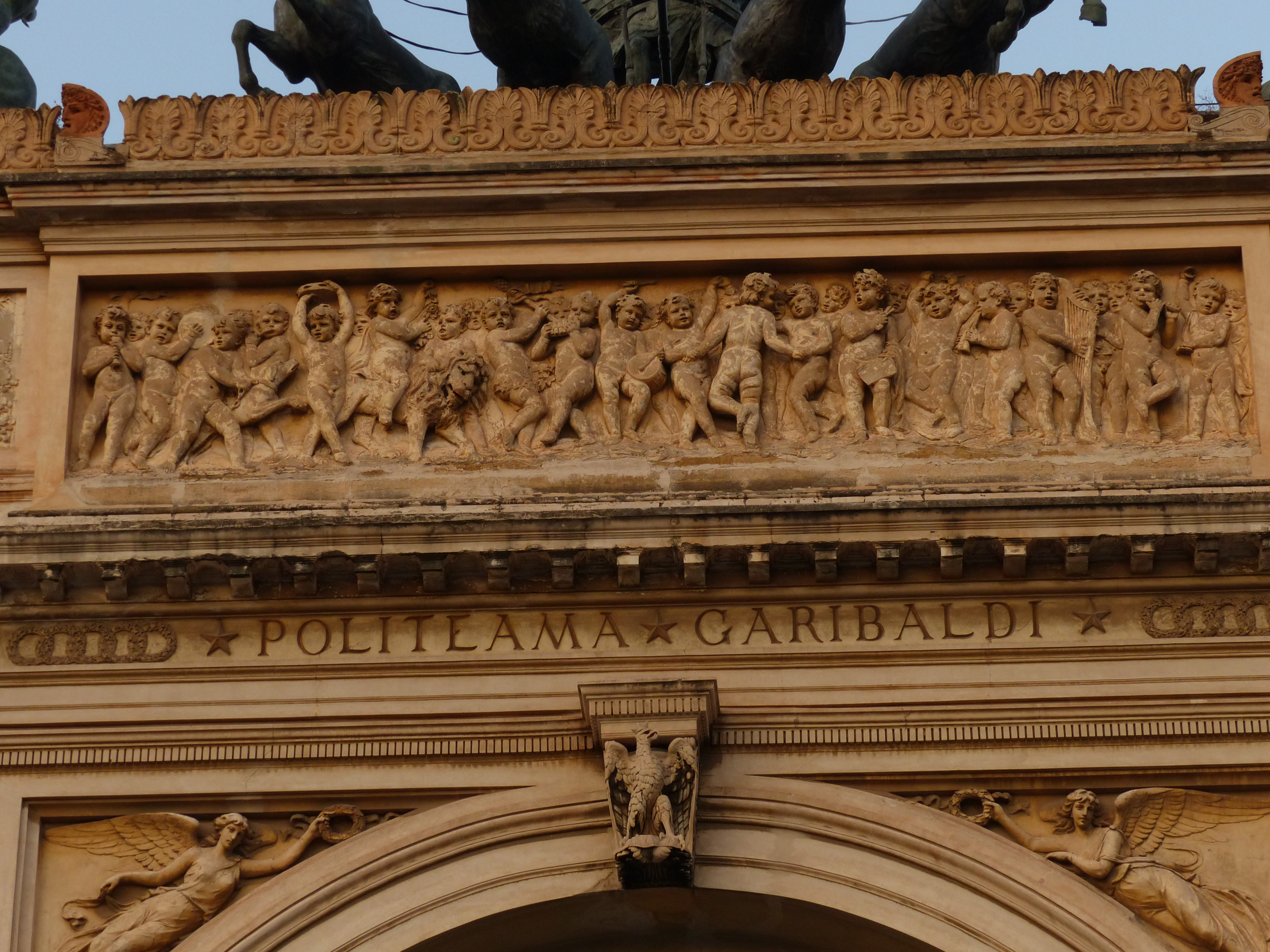
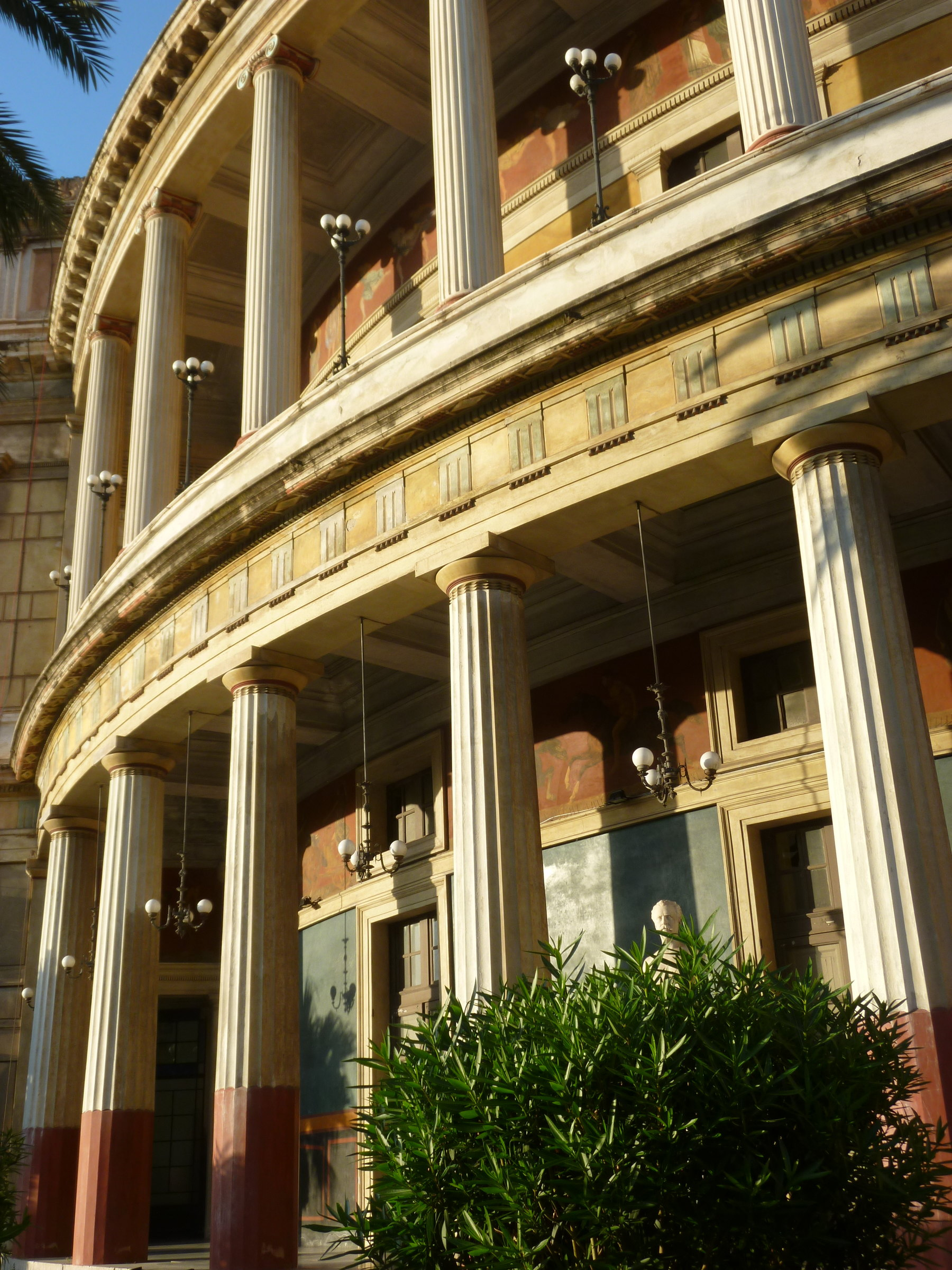
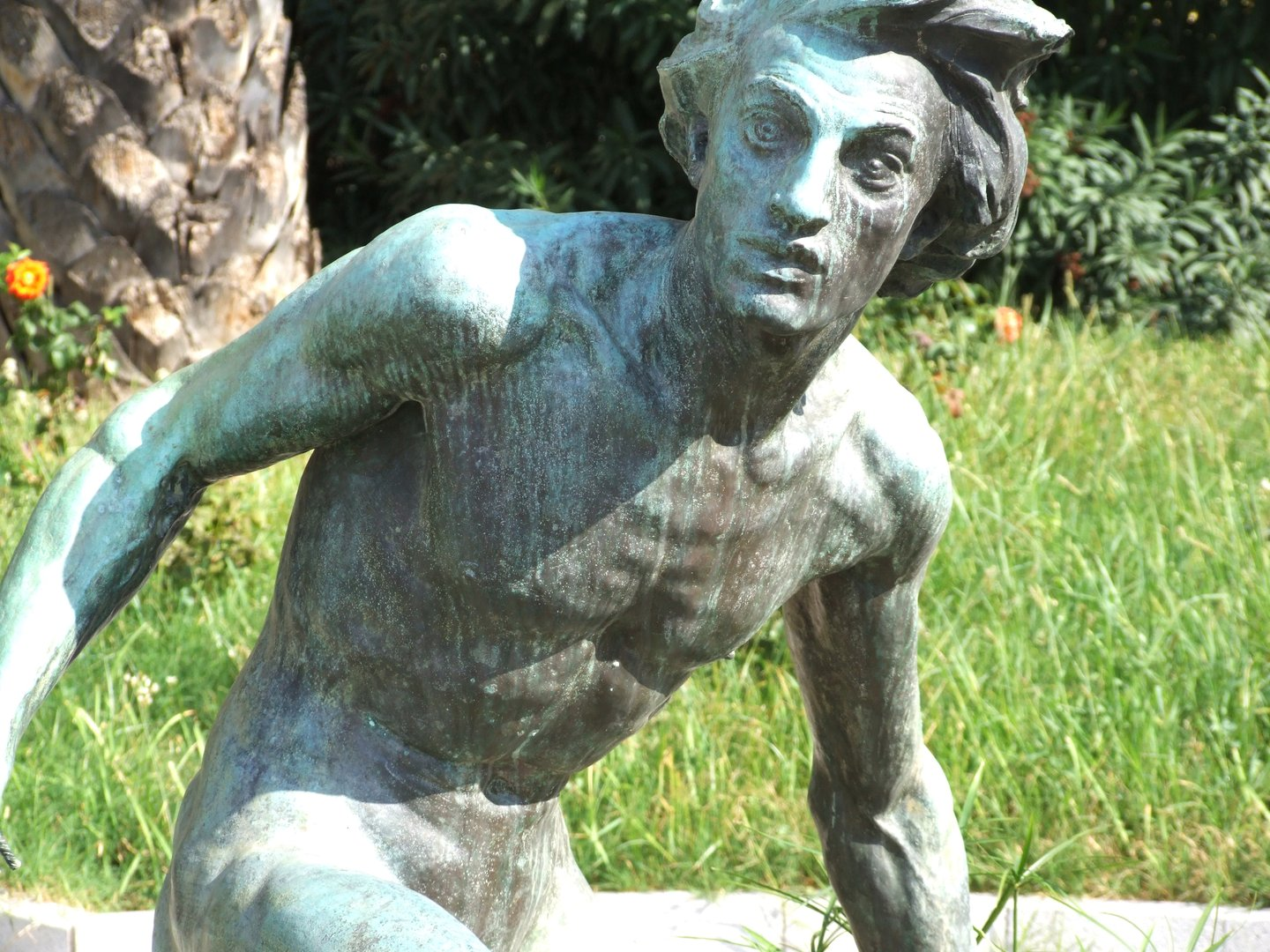
大卫
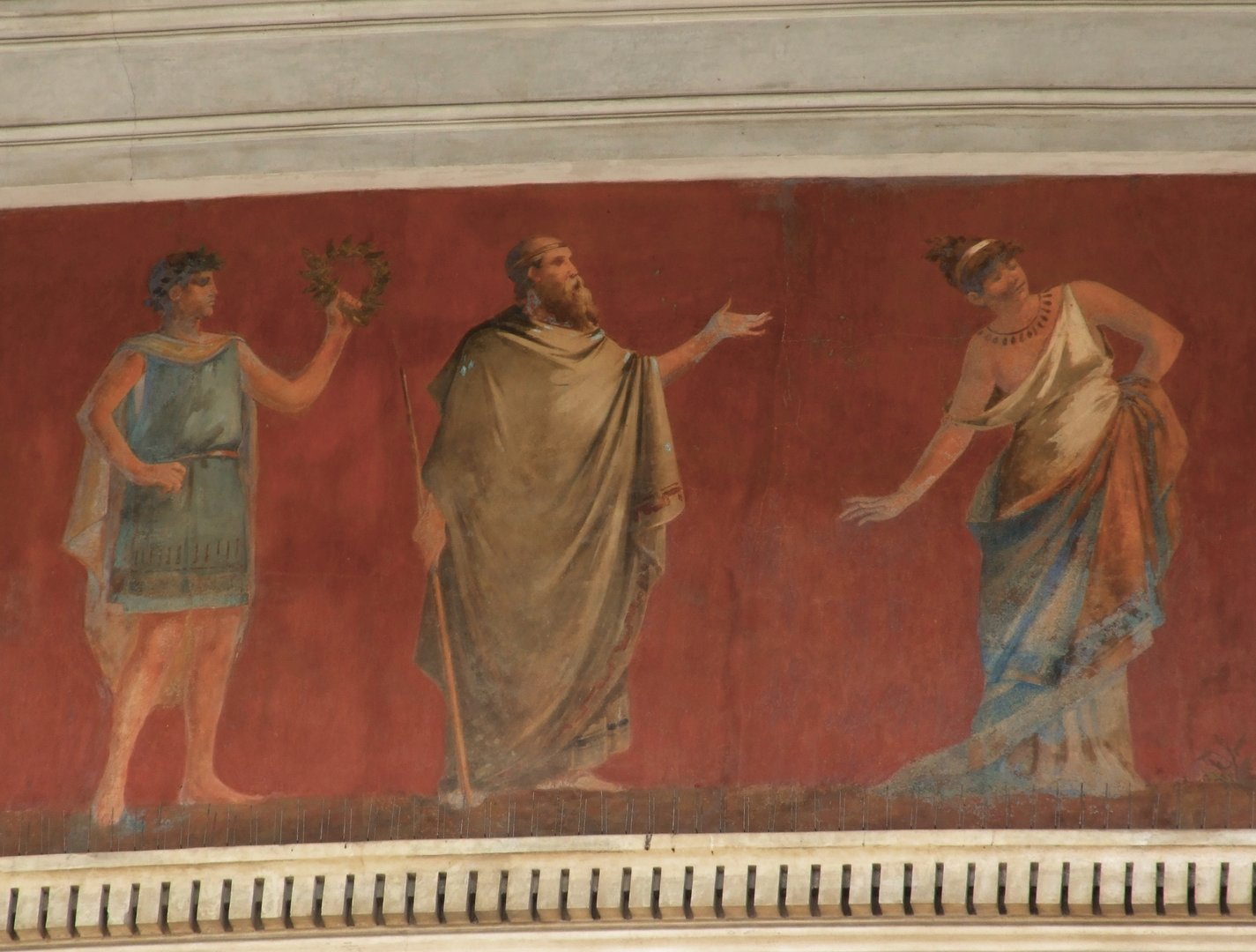
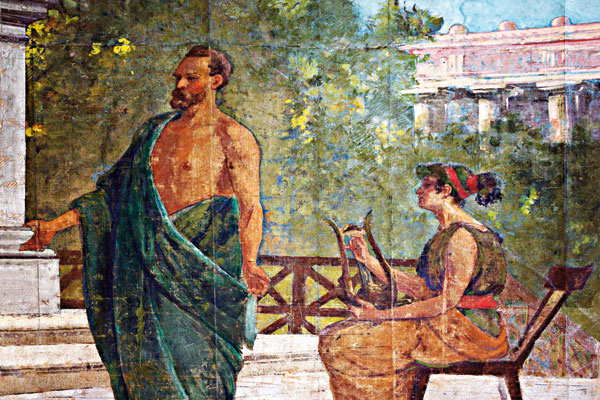